# Martyn Woodroffe
Martyn John Woodroffe (* 8. September 1950 in Cardiff, Wales) ist ein ehemaliger britischer Schwimmer. Er gewann eine Silbermedaille bei Olympischen Spielen. Bei Commonwealth Games erhielt er eine Silbermedaille und zwei Bronzemedaillen.

## Karriere
Der 1,72 Meter große Martyn Woodroffe war Spezialist im Schmetterlingsschwimmen. Er startete für den Cardiff Swimming Club.
1966 bei den British Empire and Commonwealth Games 1966 in Kingston wurden die Schwimmwettbewerbe zum letzten Mal auf Yards-Strecken ausgetragen. Woodroffe belegte den vierten Platz mit der walisischen Lagenstaffel. Über 110 Yards Schmetterling und über 440 Yards Lagen erreichte er jeweils als Achter das Ziel.
Bei den Olympischen Spielen 1968 in Mexiko-Stadt schied Woodroffe über 200 Meter Lagen und 400 Meter Lagen im Vorlauf aus. Über 100 Meter Schmetterling schwamm er im Halbfinale die zehntschnellste Zeit. Über 200 Meter Schmetterling erreichte er mit der siebtbesten Vorlaufzeit den Endlauf. Im Finale siegte Carl Robie aus den Vereinigten Staaten in 2:08,7 Minuten vor Woodroffe in 2:09,0 Minuten und John Ferris aus den Vereinigten Staaten in 2:09,3 Minuten. Zusammen mit Ferris war Mark Spitz Vorlaufschnellster gewesen, im Finale wurde Spitz Achter und Letzter. Woodroffe war auch Mitglied der britischen Lagenstaffel, die mit der neuntbesten Vorlaufzeit die Endlaufteilnahme um 0,9 Sekunden verfehlte.
Zwei Jahre später bei den British Commonwealth Games 1970 in Edinburgh wurde Woodroffe über 200 Meter Schmetterling Zweiter hinter dem Kanadier Tom Arusoo. Über 200 Meter Lagen holten die Kanadier George Smith und Ken Campbell Gold und Silber, dahinter schwamm Woodroffe zur Bronzemedaille. Über 100 Meter Schmetterling wurde er Vierter und über 400 Meter Lagen Fünfter. Die walisische Lagenstaffel mit Michael Richards, Nigel Johnson, Woodroffe und Kevin Moran belegte den dritten Platz hinter den Kanadiern und den Australiern, aber vor den Engländern und den Schotten.  Anderthalb Monate später bei den Europameisterschaften in Barcelona wurde Woodroffe Siebter über 200 Meter Schmetterling und über 400 Meter Lagen. Mit der britischen 4-mal-200-Meter-Freistilstaffel erreichte er ebenfalls das Finale und belegte den achten Platz.